# تشارلز توماس (سياسي أمريكي)
تشارلز توماس (بالإنجليزية: Charles Thomas) هو محامي وسياسي أمريكي، ولد في 23 يونيو 1790 في مقاطعة نيو كاسل في الولايات المتحدة، وتوفي بنفس المكان في 8 فبراير 1848. حزبياً، نشط في الحزب الجمهوري الديمقراطي. وقد انتخب عضو مجلس ولاية ديلاوير وانتخب حاكم ولاية ديلاوير ‏ (23 يونيو 1823 – 20 يناير 1824).